# Archiearis cuprea
Archiearis cuprea là một loài bướm đêm trong họ Geometridae.